# Shan Yilin
Pour les articles homonymes, voir Shan (homonymie).
Shan Yilin (en chinois : 单一林), née le 3 avril 2001 à Qinhuangdao, est une biathlète handisport chinoise concourant en LW12 pour les athlètes concourant assises. Elle remporte un titre paralympique en biathlon en 2022.

## Carrière
Lors du premier jour des Jeux de Pékin en 2022, elle remporte la médaille d'argent du sprint assis derrière Oksana Masters.

## Palmarès

### Jeux paralympiques
| Épreuve / Édition | 6 km assis | 10 km assis | 12,5 km assis |
| ----------------- | ---------- | ----------- | ------------- |
| JP 2022 Pékin     | Argent     |             | Bronze        |